# IC 4175
IC 4175 је спирална галаксија у сазвјежђу Береникина коса која се налази на листи објеката дубоког неба у Индекс каталогу.
Деклинација објекта је + 20° 22' 27" а ректасцензија 13h 5m 47,4s. Привидна величина (магнитуда) објекта IC 4175 износи 15,5 а фотографска магнитуда 16,3.